# Elyra erythrognatha
Elyra erythrognatha är en fjärilsart som beskrevs av George Francis Hampson. Elyra erythrognatha ingår i släktet Elyra och familjen nattflyn. Inga underarter finns listade i Catalogue of Life.